# Белановская, Татьяна Дмитриевна
Татьяна Дмитриевна Белановская (Родионова) (10 сентября 1918—2010) — археолог и историк.

## Биография
Татьяна Дмитриевна родилась в 1918 году в семье военного. Окончила школу с отличием.
В 1936 году окончила Ленинградский государственный университет, была одной из первых выпускниц кафедры археологии. Училась у Е. Ю. Кричевского, Т. С. Пассек и В. И. Равдоникаса. В годы Великой Отечественной войны была клиническим лаборантом в военном госпитале Ленинграда, позже заведовала делопроизводством материальной части госпиталя. 
В 1944 году Татьяна Дмитриевна поступила в аспирантуру на кафедру археологии.
В 1948 году стала ассистентом в ЛГУ. В том же году защитила кандидатскую диссертацию. 
С 1959 по 1988 год была доцентом.

## Научная деятельность
Татьяна Дмитриевна занималась исследованием неолита и энеолита юга Восточной Европы. 
С 1959 по 1979 год была руководительницей экспедиции, которая вела раскопки многослойного поселения Ракушечный Яр на Нижнем Дону. Написала более 60 публикацией, включая статьи для Советской исторической энциклопедии и Археологического словаря. Под её руководством было написано 52 дипломные работы.

## Основные работы
- Об особенностях некоторых групп трипольской керамики в связи с классификацией памятников Триполья. Л.: Тип. ЛГУ, 1948.;
- История первобытного общества / Сост. Т. Д. Белановская. Л.: Изд-во Ленингр. университета, 1955.;
- Трипольская культура. Л.: Изд-во Ленингр. университета, 1958. (Лекции по курсу «Основы археологии» / Ленингр. ун-т. Отд-ние заоч. обучения).;
- История первобытного общества и основы этнографии. Вып. 1. Л.: Изд-во Ленингр. университета, 1964; Вып. 2. Л.: Изд-во ЛГУ, 1967.;
- Проблемы истории первобытного общества в трудах П. И. Борисковского// Археологические вести. СПб., 1994. Вып. 3.;
- Из древнейшего прошлого Нижнего Подонья : Поселение времени неолита и энеолита Ракушечный Яр. СПб. : Изд-во СПбГУ, 1995.;
- Неолит Северной Евразии / [Т. Д. Белановская, В. В. Вжания, Н. Н. Гурина и др.]; Отв. ред. С. В. Ошибкина. М.: Наука, 1996.;
- Воспоминания о Сергее Николаевиче Замятнине // Локальные различия в каменном веке. СПб., 1999.;
- Светлой памяти Татьяны Сергеевны Пассек (15 августа 1903 г. — 4 августа 1968 г.) // Stratum plus. 2001—2002. № 2. С. 11-13.;

## Награды
- Медаль «За оборону Ленинграда»